# Beiersdorf (Saksonia)
Beiersdorf (górnołuż. Bejerecy) – miejscowość i gmina w Niemczech, w kraju związkowym Saksonia, w okręgu administracyjnym Drezno, w powiecie Görlitz, wchodzi w skład wspólnoty administracyjnej Oppach-Beiersdorf.